# 2025
2025 （二千二十五、二〇二五、にせんにじゅうご）は、自然数また整数において、2024の次で2026の前の数である。

## 性質
- 2025は合成数であり、約数は 1, 3, 5, 9, 15, 25, 27, 45, 75, 81, 135, 225, 405, 675, 2025 である。
  - 約数の和は3751。
  - 約数を15個もつ6番目の数である。1つ前は1936、次は2500。
  - 自身の約数の個数を約数にもつ8番目の奇数である。1つ前は1521、次は2601。(オンライン整数列大辞典の数列 A036896)
- 2025 = 452
  - 45番目の平方数である。1つ前は1936、次は2116。
  - 9番目の三角数45からなる平方数である。1つ前は1296、次は3025。(オンライン整数列大辞典の数列 A000537)
  - 36番目の単一の形でしか表せない平方数である。1つ前は1936、次は2116。(オンライン整数列大辞典の数列 A153158)
  - 九進法では 502 = 2700 となる数である。
- 2025 = 1 + 3 + 5 + … + 89
1から89までの奇数の和である。
- 2025 = 13 + 23 + 33 + 43 + 53 + 63 + 73 + 83 + 93
- 2025 = 9 + 9 + 9 + 999 + 999
- 2025 = (3 × 15)2
(3n)2 の n = 15 のときの値。1つ前は1764、次は2304。(オンライン整数列大辞典の数列 A016766)
- 2025 = (5 × 9)2
(5n)2 の n = 9 のときの値。1つ前は1600、次は2500。(オンライン整数列大辞典の数列 A016850)
- 2025 = (10 × 4 + 5)2
(10n + 5)2 の n = 4 のときの値。1つ前は1225、次は3025。(オンライン整数列大辞典の数列 A017330)
  - この形の平方数は n × (n + 1) × 100 + 25 で求めることができる。
- 2025 = 34 × 52
2つの異なる素因数の積であって p4 × q2 の形で表せる6番目の数である。1つ前は1936、次は2500。(オンライン整数列大辞典の数列 A189988)
- 2025 = (20 + 25)2
自身の数の並びを変えないで区切った2つの数の和の平方が自身になる4番目の数である。1つ前は100、次は3025。(オンライン整数列大辞典の数列 A102766)
  - 3番目のカプレカー数45を判断する数である。452 = 2025, 20 + 25 = 45。1つ前は81、次は3025。(オンライン整数列大辞典の数列 A238237)
- 最上位の桁を除いても平方数になる13番目の平方数である。1つ前は1225、次は3025。(オンライン整数列大辞典の数列 A225885)
2025 = 452， 025 = 52
  - 100の倍数ではなく、最上位の桁を除いても平方数になる10番目の平方数である。1つ前は1225、次は3025。(オンライン整数列大辞典の数列 A247267)
- 各位に 1 を加えた数も平方数になる2番目の平方数である。1つ前は25、次は13225。(オンライン整数列大辞典の数列 A061843)
例　(2+1),(0+1),(2+1),(5+1) → 3136 = 562
- 410番目のハーシャッド数である。1つ前は2024、次は2028。
  - 9を基とする103番目のハーシャッド数である。1つ前は2016、次は2034。(オンライン整数列大辞典の数列 A052223)[1]
  - 平方数がハーシャッド数になる17番目の数である。1つ前は1764、次は2304。
  - 2022, 2023, 2024, 2025 とハーシャッド数が4連続する。このような4つの組は3番目、1つ前は1014～1017、次は3030～3033。ただし、初期の1～10を除く。
- 異なる3つの平方数の和として9通りで表せる36番目の数である。1つ前は2014、次は2051。(オンライン整数列大辞典の数列 A025347)
- 2025 = 13 + 83 + 83 + 103 = 23 + 73 + 73 + 113
4つの正の数の立方数の和で表せる632番目の数である。1つ前は2018、次は2028。(オンライン整数列大辞典の数列 A003327)[2]
- 2025 = 43 + 53 + 63/13 − 23 + 33 × 102
- 2025 = 35/4 × 5 × 6 × 103 = 34/30 + 31 + 32 + 33 × 103
- 2025 = 34/70 + 71 + 72 + 73 × 104
- 割り切れる場合を除くと (n mod 60)2 = n が成り立つ6番目であり最大の自然数である。1つ前は1600、割り切れたときの剰余を60と考えると次は3600。[3]
- 2025 = 1 × 1 + 1 × 2 + … + 1 × 8 + 1 × 9 + 2 × 1 + 2 × 2 + … + 2 × 9 + 3 × 1 + … + 9 × 8 + 9 × 9
  - 九九の表にある全ての積の和。
  - 2025 = {\displaystyle \sum _{m=1}^{9}\sum _{k=1}^{9}mk}

## その他 2025 に関連すること
- 西暦2025年
- デス・ゲーム2025は、1998年公開のアメリカ映画。
- 世界最大の木造建築物としてギネス世界記録に認定された大屋根リングは、2025年大阪・関西万博の会場に建設され、その全周は通路の中心部を基準に計測して約2025 mである[4]。